# Enxude
Enxude, également orthographié Enxudé, est une localité de Guinée-Bissau. Elle compte 568 habitants en 2009. La localité appartient au secteur administratif de Tite, dans la région de Quinara.

## Localisation
Enxude se situe à la large embouchure du Rio Geba, en face de la capitale, Bissau. Un service de ferry quotidien exploité par la compagnie maritime publique Consulmar relie Enxude à la capitale et aux îles Bissagos, de Bolama et Bubaque. L'endroit se situe à environ 10 km au nord de la capitale du secteur Tite et une route directe relie les lieux.

## Personnalité liée à la localité
- Francisco Mendes, premier Premier ministre de Guinée-Bissau du 24 septembre 1973 jusqu'à sa mort le 7 juillet 1978, y est né